# Damian Grichting
Damian Grichting (ur. 8 kwietnia 1973 w Leukerbad) – szwajcarski curler. Brązowy medalista olimpijski, medalista mistrzostw świata i Europy..

## Osiągnięcia

### Igrzyska Olimpijskie
W 2002 roku w Salt Lake City zdobył brązowy medal, razem z Andreasem Schwallerem, Markusem Egglerem, Christofem Schwallerem i Marco Ramsteinem.

### Mistrzostwa świata
Dwukrotnie brał udział w mistrzostwach świata w curlingu, raz zdobywając srebro (2001).

### Mistrzostwa Europy
Trzykrotnie brał udział w mistrzostwach Europy w curlingu. W 2001 zdobył srebrny medal, a w 2006 – złoty.